# Mihael Stroj
Mihael Stroj (Stroy), slovenski slikar, *30. september 1803, Ljubno, † 19. december 1871, Ljubljana.

## Življenjepis
Mihael Stroj se je rodil kot peti od osmih otrok Antona in Marije Stroj, roj. Kokal. Mladost je preživel v Ljubnem na Gorenjskem. Leta 1812 je zaradi izčrpanosti umrla slikarjeva mati. Oče Anton se je kmalu ponovno poročil, prodal posestvo v Ljubnem in se z družino preselil v Ljubljano. Mihael Stroj je v Ljubljani začel obiskovati Glavno vzorno šolo. Leta 1817 je četrti šolski razred končal s prav dobrim uspehom, nato pa se je vpisal v t. i. risarski razred in ga leta 1820 končal z odliko. Šolanje je nato nadaljeval na Dunaju, saj se je leta 1821 vpisal na Akademijo likovnih umetnosti. Iz tega obdobja nam je znano tudi njegovo prvo delo tj. risba glave, prav tako pa tudi slikarjev avtoportret. Znano je, da je Stroj leta 1825 še obiskoval Akademijo likovnih umetnosti, ni pa znan zaključek njegovega študija.
Leta 1830 se je Stroj zadrževal v Zagrebu, kjer se je plemstvu in vplivnim meščanom ponudil za portretista. Ker je dobil veliko naročil, je v Zagrebu ostal in na Hrvaškem bival (z vmesnimi postanki v Sloveniji) vse do leta 1842. V tem obdobju je naslikal največ portretov, pa tudi nekaj del z nabožno vsebino npr. oltarne slike za cerkvi v Vugrovcu in Novi Rači pri Bjelovarju.
Na Hrvaškem se je srečal z idejo ilirizma in se družil s člani ilirskega gibanja, med katerimi so bili Stanko Vraz, Djuro Jelačić, družina Ožegović in mnogi drugi.
Leta 1841 se je slikar na Šestinah pri Zagrebu poročil z Margareto Berghaus, s katero je imel pet hčera. Leto kasneje pa se je ponovno vrnil v Ljubljano, kjer je nadaljeval s slikanjem portretov pomembnih meščanov mesta Ljubljane, še vedno pa je dobival precej naročil s Hrvaškega. Umrl je na svojem domu v Ljubljani za posledicami ponovne kapi.

## Delo
Mihael Stroj je eden najvidnejših predstavnikov slovenskega slikarstva v 19. stoletju. Ustvarjal je v obdobju klasicizma in romantike, vidne pa so tudi primesi bidermajerja. Večinoma je uporabljal tehniko olja na platnu. 
Največji del njegovega opusa zavzemajo portreti bogatih meščanov v Ljubljani in Zagrebu. Slikal pa je tudi motive s sakralno, žanrsko in zgodovinsko tematiko.
Spodaj so našteta nekatera slikarjeva dela:

### Portreti
- J. Martinčič (1830)
- Djuro Jelačić (1832)
- Karlo Jelačić (1834)
- Stjepan Ožegović (1837)
- Julijana Gaj (1838)
- Mož z rdečo ovratnico (1840)
- Stanko Vraz (1841)
- Dr. Blaž Crobath (1842)
- Mihael Ambrož (1850)
- Luiza Pesjakova (okoli 1855)
- Škof Anton Alojzij Wolf (1857)
- Ljubljanska meščanka (1858)
- Škof Mirko Karlo Raffay (okoli 1830)
- Škof Juraj Haulik (1840)

### Žanrska in zgodovinska dela
- Izpad iz trdnjave Siget (20. leta 19. stoletja)
- V kovačnici (1838)
- Historični prizor (?)
- Vilinski ples (?)
- Orientalka (?)

### Sakralna dela
- Božja skrb (1842)
- Marija pomagaj (?)
- Marija z Jezusom na prestolu (1857)
- Sv. Florijan (okoli 1855)
- Sv. Anton Puščavnik (1863)